# Gaîté-Lyrique
Gaîté-Lyrique, původně Théâtre de la Gaîté je divadlo v Paříži. Sídlí ve 3. obvodu na Rue Papin. Původní divadlo bylo otevřeno v roce 1759 na Boulevardu du Temple. V Rue Papin existuje (s přestávkou v letech 1978–2011) od roku 1862. Budova divadla je od roku 1984 chráněna jako historická památka.

## Historie
V roce 1759 herec Jean-Baptiste Nicolet (1728–1796) otevřel na Boulevardu du Temple divadlo v tradici jarmarečního divadla, které přitahovalo stále větší zájem publika navzdory stížnostem Comédie-Italienne, chráněné privilegiem. V roce 1772 získala Nicoletova společnost název Théâtre des Grands Danseurs du Roi, 1789 byla přejmenována na Théâtre de la Gaîté et Grands Danseurs a od roku 1792 na Théâtre de la Gaîté.
V roce 1795 divadlo převzal Louis-François Ribié, který vytvořil Théâtre d'Émulation, ale o čtyři roky později skončil. Divadlo se vrátilo k názvu Gaîté a věnovalo se melodramatu. Budovu přestavěl v roce 1808 architekt Antoine Peyre a mělo kapacitu 1800 míst. Divadlo v roce 1835 zničil požár a následně bylo přestavěno podle plánů Alexandra Bourlata. Divadlo navštěvovala vyšší společnost včetně Napoleona III. a jeho manželky. To mu vyneslo proslulost, takže po vyvlastnění v roce 1862 při výstavbě Place de la République, bylo záhy přeneseno do nové budovy na Square des Arts-et-Métiers.
V roce 1873 převzal vedení divadla Jacques Offenbach. Divadlo se posléze přejmenovalo Théâtre-Lyrique-National. V roce 1908 se přejmenovalo na Théâtre municipal de la Gaîté-Lyrique. V roce 1921 zde vystoupil Sergej Ďagilev se svým Ruským baletem.
Po druhé světové válce převzal divadlo Henri Montjoye a jeho manželka, zpěvačka Germaine Roger. Divadlo bylo uzavřeno z finančních důvodů v roce 1963 a využívalo se jen občasně. V roce 1974 se sem na čtyři roky nastěhovala cirkusová škola. Kvůli bezpečnostním předpisům již nebylo možno budovu plně využívat jako divadlo. 
Pařížský starosta Jacques Chirac uvolnil prostředky na rekonstrukci v roce 1977, ale neuskutečnila se. V roce 1984 bylo divadlo zařazeno na seznam historických památek. 
V roce 1989 bylo divadlo přeměněno v zábavní park s názvem Magická planeta (Planète magique). Proběhla renovace fasády, foyer císařovny Eugenie a vstupní haly. Nový projekt však neuspěl a v roce 1991 bylo divadlo opět uzavřeno.
V roce 2001 rozhodl starosta Bertrand Delanoë vytvořit z divadla kulturní centrum věnované digitálnímu umění a současné hudbě. Práce začaly v srpnu 2007 a skončily v lednu 2011. Zařízení bylo otevřeno 1. března 2011.